# Українська соціал-демократична партія в Канаді
Українська Соціал-Демократична Партія в Канаді (УСДП, англ. Ukrainian Social Democratic Party) — політична партія українців Канади, створена 1914 року в Монреалі з членів Федерації українських соціал-демократів, що постала 1910 року з українських філій Соціалістичної Партії Канади (СПК), які були об'єднані з 1907 року в Український Соціалістичний Союз.

## Історія
УСДП була заснована на початку 1914 року на основі Федерації українських соціал-демократів. Партія ввійшла до складу Канадської соціал-демократичної партії, створення якої ініціювала на противагу до СПК. На момент заборони партії в 1918 році до неї входило близько 2000 осіб в усій Канаді.
Партія виступила різко проти участі в Першій світовій війні, яку її члени вважали імперіалістичним конфліктом. Усередині неї змагалися дві течії — права (соціал-демократична) та ліва інтернаціоналістична (згодом прорадянською). На спеціальній конференції у квітні 1915 року партія видала резолюцію, яка критикувала «всіх соціалістів, які в принципі підтримують війну» і закликала «світовий пролетаріат заснувати Третій Революційний Інтернаціонал на руїнах Другого Інтернаціоналу». Кількох членів партії згодом було заарештовано канадським урядом й відправлено в міжнародні табори.
УСДП підтримувала Лютневу революцію в Росії, а деякі члени пізніше також підтримали жовтневий переворот, здійснений РСДРП на чолі з Леніним.
У 1918 році канадський уряд арештував кількох лідерів УСДП, а 25 вересня того ж року партію було заборонено. Деякі члени партії лівого соціалістичного спрямування долучилися до Комуністичної партії Канади після її створення в 1921 році.

## Друковані органи
Друкованим органом партії була газета «Робочий Народ», а її соціалістичної фракції — газета «Робітниче слово».

## Персоналії
- Іван Гнида — український видавець, громадський діяч (1914—1918)
- Тимофій Корейчук — громадський діяч, лідер УСДП на заході.